# Leopold von Waldburg zu Zeil und Wurzach
Leopold Fürst von Waldburg-Zeil-Wurzach, vollständiger Name: Leopold Maria Karl Eberhard Fürst von Waldburg zu Zeil und Wurzach (* 11. November 1795 in Wurzach; † 26. April 1861 ebenda) war von 1807 bis 1861 der zweite Fürst von Waldburg-Zeil-Wurzach. Er war Gutsbesitzer in den Königreichen Bayern und Württemberg und Standesherr. 

## Leben
Fürst Leopold war der erstgeborene Sohn des Erbgrafen Leopold von Waldburg-Zeil-Wurzach (1769–1800) und der Gräfin Maria Walpurga Franziska Fugger von Babenhausen (1771–1841), Schwester des Fürsten Anselm Maria Fugger von Babenhausen. Er gehörte der römisch-katholischen Kirche an.
Im Jahre 1807 trat Leopold als Fürst von Waldburg zu Zeil und Wurzach die Nachfolge seines Großvaters, des Fürsten Eberhard I., an. Wegen seiner Minderjährigkeit stand er zunächst noch bis 1815 unter Vormundschaft.
Fürst Leopold trat 1833 als Standesherr in die Erste Kammer der Württembergischen Landstände ein und nahm bis 1853 auch persönlich an den dortigen Sitzungen teil. Seitdem ließ sich der Fürst im württembergischen Landtag vertreten.
Von 1846 bis 1861 war er zudem Mitglied in der bayerischen Kammer der Reichsräte.
Seine Residenz befand sich im Schloss von Wurzach.

## Standesherrschaft
Der Besitz der Standesherrschaft des Fürsten umfasste ein Gebiet von etwa 2,5 Quadratmeilen mit etwa 6900 Einwohnern. Es handelte sich dabei im württembergischen Donaukreis um die Hälfte der Grafschaft Zeil und die Herrschaften Wurzach und Moorstetten, im bayerischen Kreis Schwaben um das Lehn Ferlhofen im Besitz des Fürsten. Ein fürstliches Amt bestand in Wurzach noch bis 1849, in welchem der württembergische Staat dem Fürsten von Waldburg-Zeil-Wurzach besondere standesherrliche Verwaltungsrechte vor Ort zugestand. Dieses Recht wurde nach dem Abschluss der Märzrevolution aufgehoben.

## Ehe und Nachkommen
Fürst Leopold heiratete am 18. Dezember 1821 seine Cousine Maria Josepha Gräfin Fugger von Babenhausen (19. Juni 1798; † 9. Mai 1831), eine Tochter des Fürsten Anselm Maria Fugger von Babenhausen. Aus der Ehe gingen zwei Söhne und drei Töchter hervor, wobei die beiden jüngsten Töchter bereits im Kindesalter verstarben:
- Marie Antonie Walburga Josephine Gräfin von Waldburg-Zeil-Wurzach (1822–1893)
- Maria Antonia Walpurga Josepha Gräfin von Waldburg-Zeil-Wurzach (1824–1837)
- Karl (1825–1907), seit 1861 dritter Fürst von Waldburg-Zeil-Wurzach, resignierte 1865
- Maria Theresia Karoline Gräfin von Waldburg-Zeil-Wurzach (1827–1831)
- Eberhard II. (1828–1903), seit 1865 vierter Fürst von Waldburg-Zeil-Wurzach